# Savignano sul Panaro
Savignano sul Panaro is een gemeente in de Italiaanse provincie Modena (regio Emilia-Romagna) en telt 8746 inwoners (31-12-2004). De oppervlakte bedraagt 25,4 km², de bevolkingsdichtheid is 332 inwoners per km².
De volgende frazioni maken deel uit van de gemeente: Mulino, Formica.

## Demografie
Savignano sul Panaro telt ongeveer 3404 huishoudens. Het aantal inwoners steeg in de periode 1991-2001 met 7,3% volgens cijfers uit de tienjaarlijkse volkstellingen van ISTAT.
| Jaar | Inwoneraantal |
| ---- | ------------- |
| 1991 | 7762          |
| 2001 | 8325          |

## Geografie
Savignano sul Panaro grenst aan de volgende gemeenten: Guiglia, Marano sul Panaro, San Cesario sul Panaro, Spilamberto, Valsamoggia (BO) en Vignola.
Bastiglia · Bomporto · Campogalliano · Camposanto · Carpi · Castelfranco Emilia · Castelnuovo Rangone · Castelvetro di Modena · Cavezzo · Concordia sulla Secchia · Fanano · Finale Emilia · Fiorano Modenese · Fiumalbo · Formigine · Frassinoro · Guiglia · Lama Mocogno · Maranello · Marano sul Panaro · Medolla · Mirandola · Modena · Montecreto · Montefiorino · Montese · Nonantola · Novi di Modena · Palagano · Pavullo nel Frignano · Pievepelago · Polinago · Prignano sulla Secchia · Ravarino · Riolunato · San Cesario sul Panaro · San Felice sul Panaro · San Possidonio · San Prospero · Sassuolo · Savignano sul Panaro · Serramazzoni · Sestola · Soliera · Spilamberto · Vignola · Zocca
- Bibliothèque nationale de France: cb16901456h (data)
- Gemeinsame Normdatei: 5505012-8
- Library of Congress Control Number: n2013061586
- Istituto Centrale per il Catalogo Unico: CFIV076097
- Système universitaire de documentation: 175703876
- Virtual International Authority File: 126415614

1. ↑  https://demo.istat.it/?l=it.